# Mistrzostwa Afryki w Piłce Ręcznej Mężczyzn 1976
Mistrzostwa Afryki w piłce ręcznej mężczyzn 1976 – drugie mistrzostwa Afryki w piłce ręcznej mężczyzn, oficjalny międzynarodowy turniej piłki ręcznej o randze mistrzostw kontynentu organizowany przez CAHB mający na celu wyłonienie najlepszej męskiej reprezentacji narodowej w Afryce, który odbył się w Algierii w 1976 roku.
Tytuł zdobyty w 1974 roku obroniła reprezentacja Tunezji.

## Klasyfikacja końcowa
| Miejsce | Reprezentacja            |
| ------- | ------------------------ |
| złoto   | Tunezja                  |
| srebro  | Algieria                 |
| brąz    | Kamerun                  |
| 4       | Togo                     |
| 5       | Senegal                  |
| 6       | Wybrzeże Kości Słoniowej |